# Опасные связи (фильм, 1988)
«Опа́сные свя́зи» (англ. Dangerous Liaisons) — кинофильм британского режиссёра Стивена Фрирза, снятый для Голливуда. Экранизация пьесы Кристофера Хэмптона, написанной по мотивам одноимённого романа Шодерло де Лакло (1782). Фильм вышел на киноэкраны в 1988 году, почти в одно время с другой экранизацией того же романа. Лента была восторженно встречена кинокритиками и сделала «звёздами» молодых актёров Киану Ривза и Уму Турман.

## Сюжет
Сценарист очень тщательно следовал сюжету пьесы Кристофера Хэмптона, однако сама пьеса имеет ряд принципиальных сюжетных отличий от романа Шодерло де Лакло.
Галантный XVIII век. Два интригана — маркиза де Мертей и виконт де Вальмон плетут сети, чтобы совратить юную Сесиль Воланж, невесту их врага. Параллельно Вальмон влюбляется в мадам де Турвель и с помощью хитрых манёвров пытается завоевать её. Несмотря на то, что Турвель отвечает ему взаимностью, маркиза де Мертей расстраивает их связь и натравливает шевалье Дансени на Вальмона. Последний погибает на дуэли. Маркиза подвергается остракизму высшего общества, когда её роль в трагедии вскрывается.

## В ролях
- Гленн Клоуз — Маркиза де Мертей
- Джон Малкович — Виконт де Вальмон
- Мишель Пфайффер — Мадам де Турвель
- Свуси Кёрц — Мадам де Воланж
- Ума Турман — Сесиль де Воланж
- Киану Ривз — Шевалье Дансени
- Милдред Нэтвик — Мадам де Розмонд
- Питер Капальди — Азолан

## Награды и номинации

### Награды
- 1989 — 3 премии «Оскар»: лучшие декорации (Стюарт Крэйг, Джерард Джеймс), костюмы (Джеймс Эчисон) и адаптированный сценарий (Кристофер Хэмптон).
- 1990 — 2 премии BAFTA: лучшая женская роль второго плана (Мишель Пфайффер) и адаптированный сценарий (Кристофер Хэмптон).
- 1990 — премия «Бодил» за лучший неевропейский фильм.
- 1990 — премия «Сезар» за лучший зарубежный фильм.
- 1989 — премия Жозефа Плато за лучший зарубежный фильм.

### Номинации
- 1989 — 4 номинации на премию «Оскар»: лучшая женская роль (Гленн Клоуз), женская роль второго плана (Мишель Пфайффер), музыка (Джордж Фентон) и лучший фильм (Норма Хейман, Хэнк Мунджан).
- 1990 — 8 номинаций на премию BAFTA: лучшая режиссура (Стивен Фрирз), женская роль (Гленн Клоуз), операторская работа (Филипп Руссело), музыка (Джордж Фентон), костюмы (Джеймс Эчисон), работа художника (Стюарт Крэйг), монтаж (Мик Одсли) и грим (Жан-Люк Руссье).